# Happy birthday
Happy birthday er en dansk dokumentarfilm fra 1985 med instruktion og manuskript af Jenö Farkas.

## Handling
Historien om en familie med fem børn, som samles for at fejre et af børnenes fødselsdag. Det er en historie om en ganske almindelig festdag i en ganske almindelig dansk familie - set og oplevet af børnene, fra barnet i kravlegården til den store knægt, der karakteriserer det som "en gang dansk familieflip".